# دیوید کوهن
دیوید ساموئل کوهن (به انگلیسی: David Samuel Cohen؛ زادهٔ ۱۱ ژوئن ۱۹۶۳) سیاستمدار آمریکایی است که در دولت جو بایدن به عنوان هشتمین اداره‌کننده سازمان اطلاعات مرکزی خدمت کرد. او پیشتر نیز بین سال‌های ۲۰۱۵ تا ۲۰۱۷ در دولت باراک اوباما اداره‌کننده سازمان اطلاعات مرکزی را در اختیار داشت. کوهن پیش از خدمت در آژانس اطلاعات مرکزی (سیا) در وزارت خزانه‌داری ایالات متحده آمریکا در گردآوری اطلاعات مالی و تروریسم و در اعمال تحریم‌های اقتصادی علیه دولت‌های خارجی از جمله روسیه، ایران و کره شمالی نقش مهمی ایفا کرد.